# NGC 443
NGC 443 este o galaxie spirală, posibil lenticulară, situată în constelația Peștii. A fost descoperită în 8 octombrie 1861 de către Heinrich d'Arrest. De asemnea, a fost observată încă o dată în 17 octombrie 1903 de către Stephane Javelle.